# Brescia-Monte Magno
Brescia-Monte Magno est une course cycliste italienne disputée au mois de mai pour les juniors. Comme son nom l'indique, cette compétition commence à Brescia. Elle se termine au sommet du Monte Magno, une montée d'environ 5 kilomètres à plus de 9 % de pente moyenne, qui est située à Gavardo,. 
La première édition de l'épreuve fut organisée en 1985. Son final difficile favorise naturellement les grimpeurs. Des cyclistes réputés comme Alessandro Bertolini, Danilo Di Luca ou Alexandr Kolobnev s'y sont imposés avant de passer dans les rangs professionnels. 

## Palmarès
| Année     | Vainqueur               | Deuxième            | Troisième            |
| --------- | ----------------------- | ------------------- | -------------------- |
| 1985      | Stefano Cortinovis (it) |                     |                      |
| 1986      | Davide Luna             |                     |                      |
| 1987      | Cristian Pedroni        |                     |                      |
| 1988      | Fabio Balzi             |                     |                      |
| 1989      | Alessandro Bertolini    |                     |                      |
| 1990      | Egidio Cavallari        |                     |                      |
| 1991      | Moreno Lussignoli       |                     |                      |
| 1992      | Domenico Gualdi (it)    |                     |                      |
| 1993      | Giuseppe Palumbo        |                     |                      |
| 1994      | Danilo Di Luca          |                     |                      |
| 1995      | Tiziano Bertolini       |                     |                      |
| 1996      | Stefano Ferrari         |                     |                      |
| 1997      | Stefano Boggia          |                     |                      |
| 1998      | Giairo Ermeti           |                     |                      |
| 1999      | Alexandr Kolobnev       |                     |                      |
| 2000      | Aleksandr Arekeev       |                     |                      |
| 2001      | Matteo Bordignon        |                     |                      |
| 2002      | Anton Sintsov           |                     |                      |
| 2003      | Maxim Belkov            |                     |                      |
| 2004      | Marco Corti             |                     |                      |
| 2005      | Egor Silin              |                     |                      |
| 2006      | Tommaso Salvetti        |                     |                      |
| 2007      | Stefano Agostini        | Stefano Locatelli   | Daniele Ratto        |
| 2008      | Mattia Franzoni         | Gianfranco Zilioli  | Innocenzo Di Lorenzo |
| 2009      | Francesco Sedaboni      |                     |                      |
| 2010      | Giacomo Berlato         | Davide Formolo      | Luca Maritan         |
| 2011      | Andrea Garosio          | Stefano Nardelli    | Riccardo Rubini      |
| 2012-2013 | Pas organisé            | Pas organisé        | Pas organisé         |
| 2014      | Nicola Conci            | Michael Morandi     | Paolo Prandini       |
| 2015      | Mattia Melloni          | Nicola Conci        | Andrea Cancarini     |
| 2016      | Alessandro Covi         | Aldo Caiati         | Massimo Orlandi      |
| 2017      | Andrea Bagioli          | Omar El Gouzi       | Luca Cavallo         |
| 2018      | Karel Vacek             | Alessandro Fancellu | Alessio Martinelli   |
| 2019      | Nicola Plebani          | Nicholas Dresti     | Davide Pontoglio     |
| 2020      | Pas organisé            | Pas organisé        | Pas organisé         |
| 2021      | Edoardo Bertoni         | Giuseppe Aquila     | Ricardo Groppo       |
| 2022      | Simone Zanini           | Gabriele Casalini   | Samuele Privitera    |
| 2023      | Simone Gualdi           | Mattia Negrente     | Filippo Turconi      |
| 2024      | Edward Cruz             | Giacomo Rosato      | Pietro Galbusera     |
| 2025      | Pietro Solavaggione     | Pietro Galbusera    | Gabriele Scagliola   |